# قنب سيام
قِنَّب سيام  أو رامِي (الاسم العلمي: Boehmeria)، جنس نباتات مُزهرة من فصيلة القراصية، يتكون من 47 نوعًا. 33 نوع من الأنواع الأصيلة في العالم القديم و14 في العالم الجديد؛ وكل نوع يكون محصور في عالمه لا يوجد بينهما نوع يوجد في كلا العالمين.